# Sụp đổ hệ sinh thái

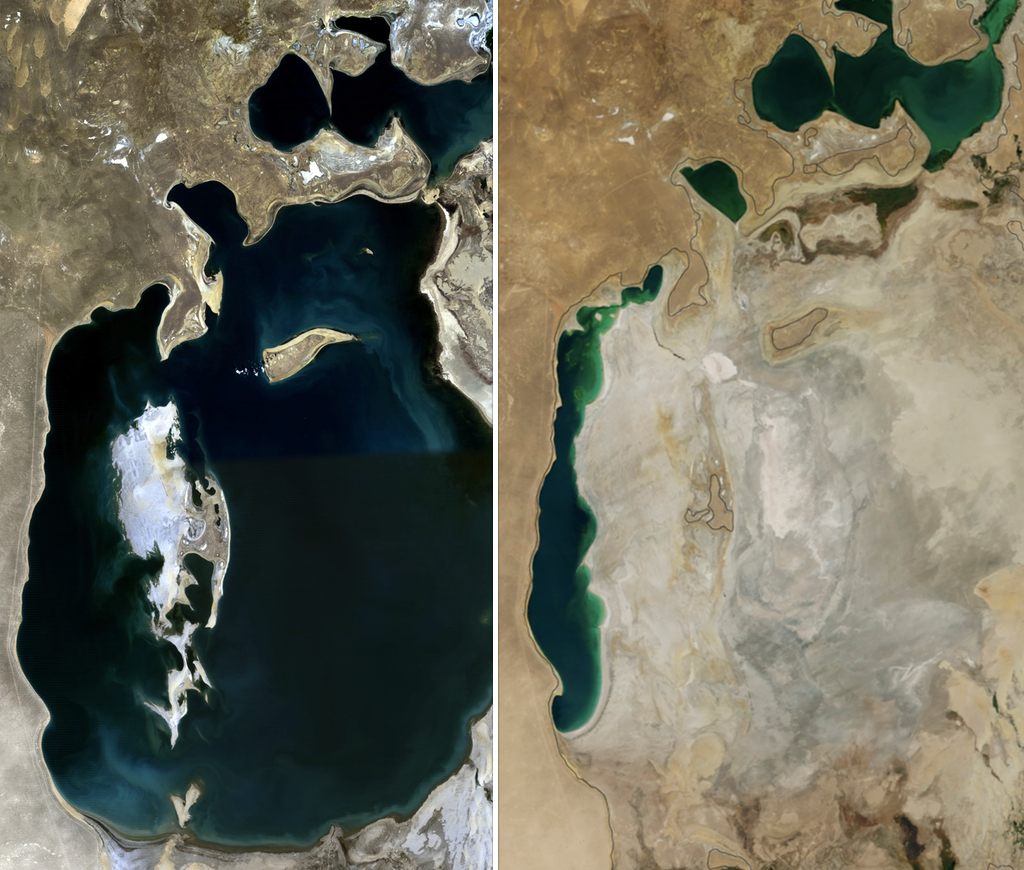
Hình ảnh về biển Aral năm 1989 (trái) và 2014. Biển Aral là một ví dụ về hệ sinh thái bị sụp đổ. (nguồn hình ảnh: NASA)

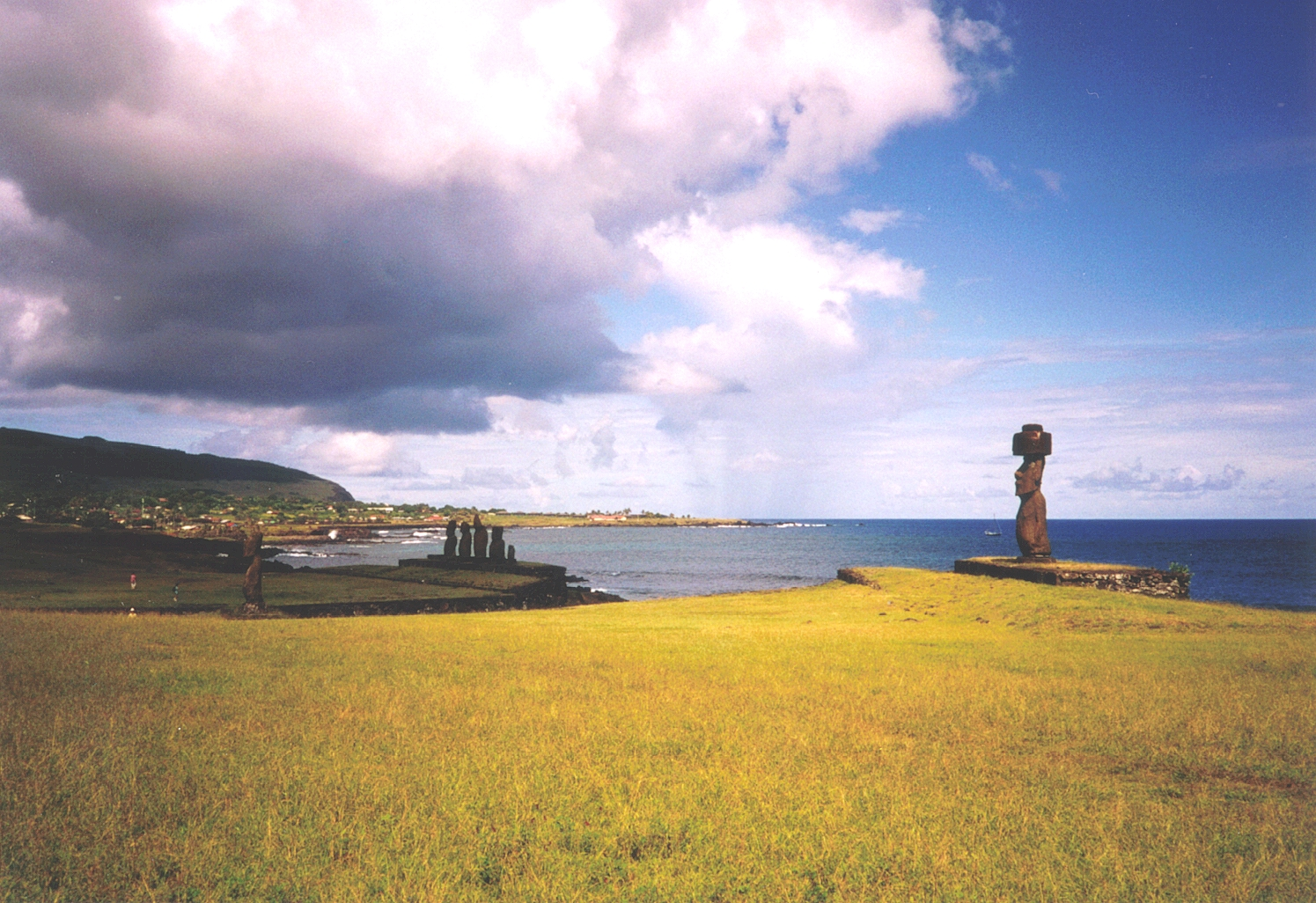
Các khu rừng lá rộng cận nhiệt đới biến mất khỏi Đảo Phục Sinh, hòn đảo hiện chủ yếu được bao phủ trên đồng cỏ với nga'atu (Schoenoplectus californiaicus tatora) trong các hồ miệng núi lửa Rano Raraku và Rano Kau

Một hệ sinh thái được coi là sụp đổ khi các đặc tính sinh học (sinh học đặc trưng) hoặc phi sinh học độc đáo của nó bị mất khỏi tất cả các lần xuất hiện trước đó. Sự sụp đổ hệ sinh thái có thể đảo ngược và do đó không hoàn toàn tương đương với sự tuyệt chủng của loài.
Sự sụp đổ hệ sinh thái có thể dẫn đến sự suy giảm thảm khốc về khả năng chịu đựng và sự tuyệt chủng hàng loạt (được gọi là sự sụp đổ sinh thái), và cũng có thể gây ra rủi ro tồn tại cho dân số loài người.
Mặc dù có bằng chứng thực nghiệm mạnh mẽ, dự đoán sự sụp đổ là một vấn đề phức tạp. Sự sụp đổ có thể xảy ra khi phân phối của hệ sinh thái giảm xuống dưới một kích thước bền vững tối thiểu hoặc khi các quá trình và tính năng sinh học quan trọng biến mất do suy thoái môi trường hoặc sự gián đoạn của các tương tác sinh học. Những con đường khác nhau để sụp đổ có thể được sử dụng làm tiêu chí để ước tính nguy cơ sụp đổ hệ sinh thái. Mặc dù các trạng thái sụp đổ của hệ sinh thái thường được xác định một cách định lượng, nhưng một số nghiên cứu mô tả đầy đủ sự chuyển đổi từ trạng thái nguyên sơ hoặc nguyên thủy sang sự sụp đổ.

## Ví dụ về các hệ sinh thái bị sụp đổ
Các khu rừng lá rộng cận nhiệt đới Rapa Nui ở Đảo Phục Sinh, trước đây bị chi phối bởi một loài cọ đặc hữu, được coi là bị sụp đổ do các tác động kết hợp của quá mức, biến đổi khí hậu và những con chuột lạ được đưa đến.
Biển Aral là một hồ nước nội lục giữa Kazakhstan và Uzbekistan. Nó từng được coi là một trong những hồ lớn nhất trên thế giới nhưng đã bị thu hẹp kể từ những năm 1960 sau khi những con sông cho nó được chuyển hướng để tưới tiêu quy mô lớn. Đến năm 1997, nó đã giảm xuống chỉ còn 10% kích thước ban đầu, tách thành các hồ siêu mặn nhỏ hơn nhiều, trong khi các khu vực khô đã biến thành thảo nguyên sa mạc.
Sự thay đổi chế độ trong hệ sinh thái phía bắc nước trồi Benguela được coi là một ví dụ về sự sụp đổ hệ sinh thái trong môi trường biển mở. Trước những năm 1970, cá mòi là loài tiêu thụ động vật có xương sống chiếm ưu thế, nhưng đánh bắt quá mức và hai sự kiện khí hậu bất lợi (Benguela Niño năm 1974 và 1984) dẫn đến tình trạng hệ sinh thái nghèo nàn với sinh khối cao của sứa và cá bống tượng.